# Gonobombyx angulata
Gonobombyx angulata är en fjärilsart som beskrevs av Aurivillius 1893. Gonobombyx angulata ingår i släktet Gonobombyx och familjen ädelspinnare. Inga underarter finns listade i Catalogue of Life.